# Sarcostroma brevilatum
Sarcostroma brevilatum är en svampart som först beskrevs av H.J. Swart & D.A. Griffiths, och fick sitt nu gällande namn av Nag Raj 1993. Sarcostroma brevilatum ingår i släktet Sarcostroma och familjen Amphisphaeriaceae.   Inga underarter finns listade i Catalogue of Life.